# Serie A2 2018-2019 (pallamano femminile)
La Serie A2 della stagione 2018-2019 è la seconda serie del campionato italiano della pallamano femminile.
Il campionato è stato vinto dalla Amatori Handball Conversano che però ha deciso di rinunciare alla promozione in Serie A1.

## Formula
Partecipano alla Serie A2 trentasette squadre divise in cinque gironi in base all'area di appartenenza. Nei gironi A e D al termine della stagione regolare segue una seconda fase ad orologio. Per ogni incontro i punti assegnati in classifica sono così determinati:
- due punti per la squadra che vinca l'incontro;
- un punto per il pareggio;
- zero punti per la squadra che perda l'incontro.

Al termine della stagione regolare le prime classificate di ciascun girone più le seconde classificate dei gironi B, C e D, partecipano alle Final8 di promozione. Al termine dei playoff, la squadra vincitrice viene promossa in Serie A1.

## Girone A

### Stagione regolare
|  | Pos. | Squadra               | Pt | G  | V | N | S | GF  | GS  | D   | Note |
|  | ---- | --------------------- | -- | -- | - | - | - | --- | --- | --- | ---- |
|  | 1.   | Nuoro                 | 18 | 10 | 9 | 0 | 1 | 259 | 190 | +69 |      |
|  | 2.   | Lions Sassari         | 14 | 10 | 7 | 0 | 3 | 254 | 203 | +51 |      |
|  | 3.   | Cassano Magnago       | 12 | 10 | 6 | 0 | 4 | 246 | 246 | +0  |      |
|  | 4.   | Leno                  | 6  | 10 | 3 | 0 | 7 | 240 | 271 | -31 |      |
|  | 5.   | Sardegna              | 6  | 10 | 3 | 0 | 7 | 213 | 265 | -52 |      |
|  | 6.   | Polisportiva Ferrarin | 4  | 10 | 2 | 0 | 8 | 240 | 277 | -37 |      |

### Seconda fase
|  | Pos. | Squadra               | Pt | G  | V  | N | S  | GF  | GS  | D   | Note    |
|  | ---- | --------------------- | -- | -- | -- | - | -- | --- | --- | --- | ------- |
|  | 1.   | Nuoro                 | 24 | 15 | 12 | 0 | 3  | 396 | 307 | +89 | Playoff |
|  | 2.   | Cassano Magnago       | 22 | 15 | 11 | 0 | 4  | 389 | 365 | +24 |         |
|  | 3.   | Lions Sassari         | 16 | 15 | 8  | 0 | 7  | 387 | 347 | +40 |         |
|  | 4.   | Sardegna              | 13 | 15 | 6  | 1 | 8  | 347 | 393 | -46 |         |
|  | 5.   | Leno                  | 9  | 15 | 4  | 1 | 10 | 373 | 420 | -53 |         |
|  | 6.   | Polisportiva Ferrarin | 6  | 15 | 3  | 0 | 12 | 361 | 421 | -60 |         |

## Girone B

### Stagione regolare
|  | Pos. | Squadra                 | Pt | G  | V  | P | S  | GF  | GS  | D    | Note    |
|  | ---- | ----------------------- | -- | -- | -- | - | -- | --- | --- | ---- | ------- |
|  | 1.   | SSV Bruneck             | 31 | 16 | 15 | 1 | 0  | 438 | 302 | +136 | Playoff |
|  | 2.   | Guerriere Malo          | 27 | 16 | 13 | 1 | 2  | 456 | 336 | +120 | Playoff |
|  | 3.   | Metallsider Mezzocorona | 20 | 16 | 10 | 0 | 6  | 397 | 333 | +65  |         |
|  | 4.   | SSV Taufers             | 18 | 16 | 9  | 0 | 7  | 434 | 397 | +37  |         |
|  | 5.   | Algund                  | 17 | 16 | 8  | 1 | 7  | 384 | 375 | +9   |         |
|  | 6.   | Schenna                 | 17 | 16 | 8  | 1 | 7  | 396 | 396 | +0   |         |
|  | 7.   | SSV Brixen Damen        | 6  | 16 | 3  | 0 | 13 | 346 | 424 | -78  |         |
|  | 8.   | Venplast Dossobuono     | 4  | 16 | 2  | 0 | 14 | 305 | 442 | -137 |         |
|  | 9.   | Hochpustertal           | 4  | 16 | 2  | 0 | 14 | 303 | 454 | -151 |         |

## Girone C

### Stagione regolare
|  | Pos. | Squadra                    | Pt | G  | V  | P | S  | GF  | GS  | D    | Note    |
|  | ---- | -------------------------- | -- | -- | -- | - | -- | --- | --- | ---- | ------- |
|  | 1.   | Alì-Best Espresso Mestrino | 32 | 16 | 16 | 0 | 0  | 522 | 248 | +274 | Playoff |
|  | 2.   | Marconi Jumpers            | 26 | 16 | 13 | 0 | 3  | 488 | 334 | +154 | Playoff |
|  | 3.   | Tushe Prato                | 21 | 16 | 10 | 1 | 5  | 396 | 333 | +64  |         |
|  | 4.   | Cellini Padova             | 20 | 16 | 10 | 0 | 6  | 390 | 331 | +59  |         |
|  | 5.   | Cingoli                    | 18 | 16 | 9  | 0 | 7  | 450 | 355 | +95  |         |
|  | 6.   | Euromed Mugello            | 14 | 16 | 6  | 2 | 8  | 411 | 391 | +20  |         |
|  | 7.   | Ariosto Ferrara            | 9  | 16 | 4  | 1 | 11 | 389 | 395 | -6   |         |
|  | 8.   | Chiaravalle                | 4  | 16 | 2  | 0 | 14 | 305 | 432 | -127 |         |
|  | 9.   | Imola                      | 0  | 16 | 0  | 0 | 16 | 238 | 670 | -532 |         |

## Girone D

### Stagione regolare
|  | Pos. | Squadra                  | Pt | G  | V  | N | S  | GF  | GS  | D    | Note |
|  | ---- | ------------------------ | -- | -- | -- | - | -- | --- | --- | ---- | ---- |
|  | 1.   | Conversano               | 21 | 12 | 10 | 1 | 1  | 354 | 236 | +118 |      |
|  | 2.   | Globo-TMS-Bioapta Teramo | 20 | 12 | 9  | 2 | 1  | 370 | 295 | +75  |      |
|  | 3.   | Fidaleo Fondi            | 17 | 12 | 8  | 1 | 3  | 395 | 318 | +77  |      |
|  | 4.   | Meta2                    | 13 | 12 | 6  | 1 | 5  | 289 | 294 | -5   |      |
|  | 5.   | Jomi Salerno             | 7  | 12 | 3  | 1 | 8  | 259 | 324 | -65  |      |
|  | 6.   | Cassa Rurale Pontinia    | 4  | 12 | 2  | 0 | 10 | 228 | 298 | -70  |      |
|  | 7.   | Benevento                | 2  | 12 | 1  | 0 | 11 | 213 | 343 | -130 |      |

### Seconda fase
|  | Pos. | Squadra                  | Pt | G  | V  | N | S  | GF  | GS  | D    | Note |
|  | ---- | ------------------------ | -- | -- | -- | - | -- | --- | --- | ---- | ---- |
|  | 1.   | Conversano               | 33 | 18 | 16 | 1 | 1  | 518 | 352 | +166 |      |
|  | 2.   | Fidaleo Fondi            | 27 | 18 | 13 | 1 | 4  | 585 | 459 | +126 |      |
|  | 3.   | Globo-TMS-Bioapta Teramo | 26 | 18 | 12 | 2 | 4  | 533 | 450 | +83  |      |
|  | 4.   | Meta2                    | 16 | 18 | 7  | 2 | 9  | 436 | 455 | -19  |      |
|  | 5.   | Jomi Salerno             | 12 | 18 | 5  | 2 | 11 | 410 | 478 | -68  |      |
|  | 6.   | Cassa Rurale Pontinia    | 10 | 18 | 5  | 0 | 13 | 359 | 456 | -97  |      |
|  | 7.   | Benevento                | 2  | 18 | 1  | 0 | 17 | 316 | 507 | -191 |      |

## Girone E

### Stagione regolare
|  | Pos. | Squadra                  | Pt | G  | V  | N | S  | GF  | GS  | D    | Note    |
|  | ---- | ------------------------ | -- | -- | -- | - | -- | --- | --- | ---- | ------- |
|  | 1.   | Leali Marsala            | 40 | 20 | 20 | 0 | 0  | 708 | 342 | +366 | Playoff |
|  | 2.   | Messina                  | 25 | 20 | 12 | 1 | 7  | 500 | 459 | +41  |         |
|  | 3.   | Aretusa                  | 24 | 20 | 8  | 0 | 7  | 456 | 454 | +2   |         |
|  | 4.   | Top Five Acireale        | 17 | 20 | 8  | 1 | 9  | 391 | 468 | -77  |         |
|  | 5.   | Geaplast Guidotto Licata | 10 | 20 | 5  | 0 | 15 | 384 | 539 | -155 |         |
|  | 6.   | Girgenti                 | 4  | 20 | 2  | 0 | 18 | 356 | 534 | -178 |         |

## Playoff Promozione

### Girone A
|  | Pos. | Squadra         | Pt | G | V | N | S | GF | GS | D   | Note       |
|  | ---- | --------------- | -- | - | - | - | - | -- | -- | --- | ---------- |
|  | 1.   | Conversano      | 5  | 3 | 2 | 1 | 0 | 72 | 52 | +20 | Semifinale |
|  | 2.   | SSV Bruneck     | 4  | 3 | 2 | 0 | 1 | 71 | 43 | +28 | Semifinale |
|  | 3.   | Leali Marsala   | 3  | 3 | 1 | 1 | 1 | 73 | 69 | +4  |            |
|  | 4.   | Marconi Jumpers | 0  | 3 | 0 | 0 | 3 | 50 | 71 | -21 |            |

### Girone B
|  | Pos. | Squadra                    | Pt | G | V | N | S | GF | GS | D   | Note       |
|  | ---- | -------------------------- | -- | - | - | - | - | -- | -- | --- | ---------- |
|  | 1.   | Guerriere Malo             | 4  | 3 | 1 | 2 | 0 | 64 | 61 | +3  | Semifinale |
|  | 2.   | Alì-Best Espresso Mestrino | 4  | 3 | 2 | 0 | 1 | 84 | 61 | +23 | Semifinale |
|  | 3.   | Fidaleo Fondi              | 2  | 3 | 1 | 0 | 2 | 73 | 90 | -17 |            |
|  | 4.   | Nuoro                      | 1  | 3 | 0 | 0 | 3 | 67 | 76 | -9  |            |

### Semifinali
| Squadra 1  | Squadra 2                  | Risultato |
| ---------- | -------------------------- | --------- |
| Conversano | Alì-Best Espresso Mestrino |           |
| Conversano | Alì-Best Espresso Mestrino | 14 - 10   |

| Squadra 1      | Squadra 2   | Risultato |
| -------------- | ----------- | --------- |
| Guerriere Malo | SSV Bruneck |           |
| Guerriere Malo | SSV Bruneck | 23 - 25   |

### Finale
| Squadra 1  | Squadra 2   | Risultato |
| ---------- | ----------- | --------- |
| Conversano | SSV Bruneck |           |
| Conversano | SSV Bruneck | 24 - 16   |